# Planell del Congost

El Planell del Congost, respecte del terme d'Abella de la Conca

El Planell del Congost és un indret del terme municipal d'Abella de la Conca, a la comarca del Pallars Jussà.
Està situat a la part nord-occidental del terme, a la dreta del barranc de Gassó, al sud-oest de la Bernada i al nord-oest d'Ordins. Hi passa la Pista del Petrol. Pertany a la partida de la Bernada.

## Etimologia
La primera part és un derivat de la paraula pla, en diminutiu, atesa l'extensió d'aquest petit pla. La segona part es deu al fet que just a partir d'aquest lloc el barranc de Gassó comença a solcar la terra formant el principi d'un congost.